# Vejariï
Vejariï (en rus: Вежарий) és un poble de la República d'Ingúixia, el 2019 tenia 1.007 habitants.